# Michael Hengartner
Michael Otmar Hengartner (* 5. Juni 1966 in St. Gallen) ist ein schweizerisch-kanadischer Biochemiker und Molekularbiologe. Seit Februar 2020 ist er Präsident des ETH-Rats. Zuvor war er ab 2014 Rektor der Universität Zürich sowie ab 2016 Präsident der Schweizer Hochschulrektorenkonferenz swissuniversities.

## Leben
Hengartner wurde 1966 als Sohn eines Mathematikprofessors in der Schweiz geboren. Die Familie lebte nach der Geburt von Hengartner erst in Paris, später in Bloomington (Indiana) und Montreal. Hengartner wuchs dann in Québec City auf und studierte dort bis 1988 an der Universität Laval Biochemie. Er promovierte 1994 am Massachusetts Institute of Technology bei H. Robert Horvitz. Anschliessend leitete er eine Forschungsgruppe am Cold Spring Harbor Laboratory. Im Jahr 2001 wurde er auf die neu eingerichtete Ernst-Hadorn-Stiftungsprofessur am Institut für Molekulare Biologie der Universität Zürich berufen. Von 2009 bis 2014 war er Dekan der Mathematisch-naturwissenschaftlichen Fakultät der Universität Zürich, anschliessend bis Anfang 2020 Rektor der Universität Zürich. Am 1. Februar 2020 trat er seine Stelle als Präsident des ETH-Rats an.
Seit 2009 ist er Mitglied der Nationalen Akademie der Wissenschaften Leopoldina. Michael Hengartner war von 2010 bis 2021 Vizepräsident des Stiftungsrats und Präsident der Kommission Bildung der Schweizerischen Studienstiftung.
Hengartner ist mit der Biologin Denise Hengartner verheiratet. Das Paar hat sechs Kinder.

## Forschungsschwerpunkte
Hengartner forscht zur molekularen Basis der Apoptose. Dabei nutzt er als Modellorganismus vor allem den Fadenwurm Caenorhabditis elegans. Ausserdem untersucht er auch Mechanismen von Krebs‐, Alzheimer‐ und Alterskrankheiten.

## Auszeichnungen
- 2003: Dr. Josef Steiner Krebsforschungspreis
- 2006: Nationaler Latsis-Preis der Schweiz
- 2006: Cloëtta-Preis
- 2010: Credit Suisse Award for Best Teaching der Universität Zürich
- 2016: Ehrendoktor der Université Pierre et Marie Curie und der Universität Paris-Sorbonne[7]